# Powiat Słubicki
Der Powiat Słubicki ist ein Powiat (Kreis) in der polnischen Woiwodschaft Lebus. Er liegt an der Grenze zu Deutschland. Der Powiat hat eine Fläche von 1.000 km², auf der etwa 47.000 Einwohner leben.

## Gemeinden
Der Powiat umfasst fünf Gemeinden, davon vier Stadt-und-Land-Gemeinden:
- Cybinka (Ziebingen)
- Ośno Lubuskie (Drossen)
- Rzepin (Reppen)
- Słubice (Frankfurt an der Oder - Dammvorstadt)

und eine Landgemeinde:
- Górzyca  (Göritz)